# فوج الحرس الخيالة
الحراس راكبي الأحصنة هي وحدة من سلاح الفرسان في الحرس الامبراطوري الروسي، شكلت فقط من النبلاء، الذين يجندون من أسماء أكبر فئة الطبقة الارستقراطية الروسية.

## الأحداث
- 1724 : إنشاء وحدة لمرافقة كاترين الأولى تتألف من النبلاء سميت الفرسان الحراس.
- من 1724 حتي 1740 : إعادة التشكيل خلال التتويج، ثم حل
- 1742 : شكل الحراس الحصان كتيبة فرسان، أدرجت في فوج بريوبراجينسكي. في عهد كاترين الثانية، تم ضمهم لحراس القصر
- 11 يناير 1799: الوحدة أصبحت دائمة تحت اسم حراسة شخصية (كافاليرغاردييا)
- 11 يناير 1800: أصبحت للوحدة من فوج الحراس راكبي الأحصنة 3 أسراب
- ابتداء من 1805 العديد الفرسان من فرسان مالطة دخلوا الخدمة في الحراس راكبي الأحصنة
- 2 مارس 1881 :تعيين الامبراطورة ماريا فيودوروفنا، زوجة ألكسندر الثالث من روسيا، القائد العام للفوج
- 1894 2 نوفمبر: تم تغيير اسمها إلى وحدة إلى: فوج الامبراطورة للحراس راكبي الأحصنة

## معارك شهيرة
- 2 ديسمبر 1805: في معركة أوسترليتز بأمر من الأمير ريبنين: دمر السرب نتيجة هجوم من فوج القنبليين راكبي الأحصنة في الحرس الامبراطوري والمماليك بقيادة الجنرال راب وأسر ريبنين.

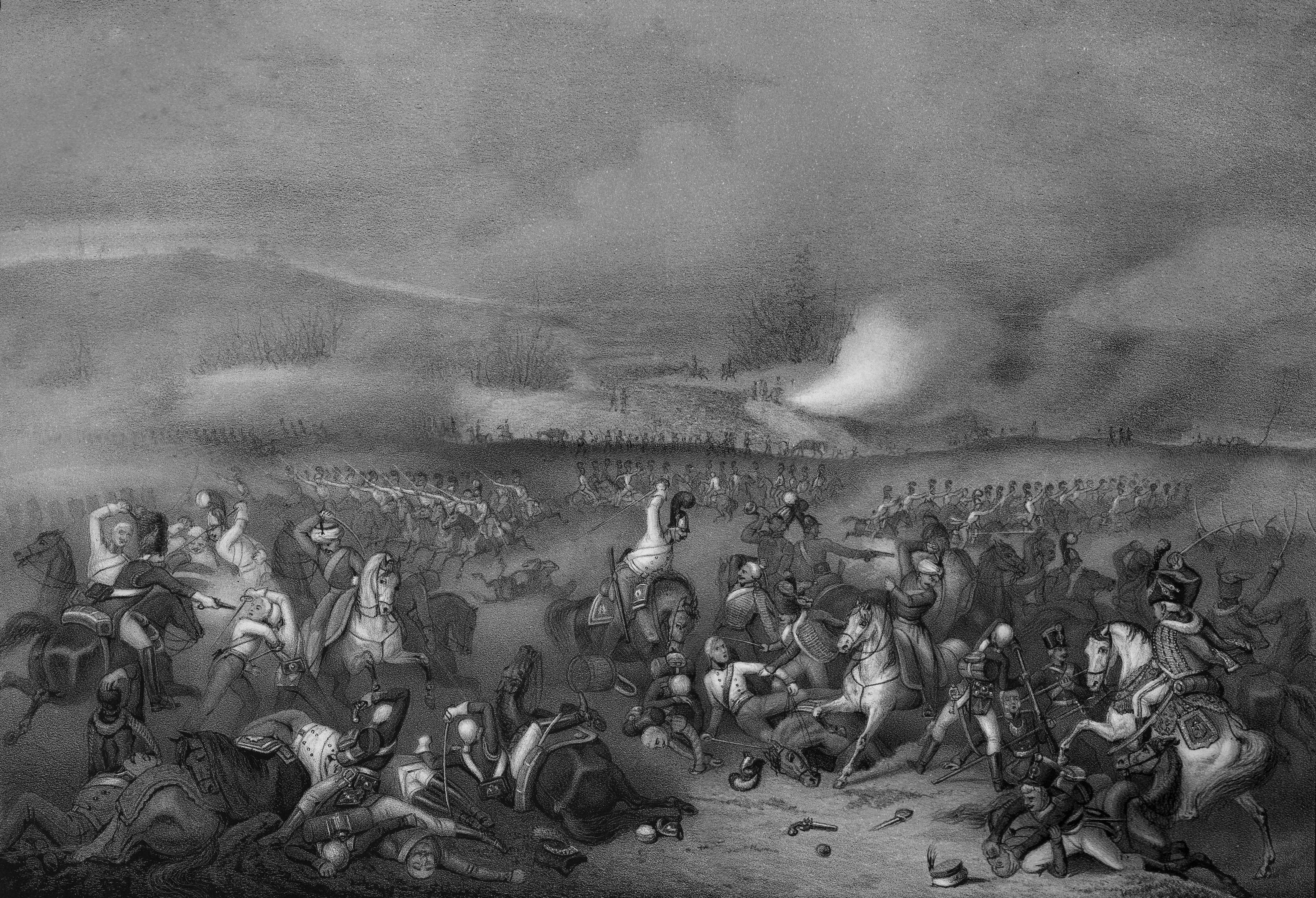
طبع الروسي يصور معركة حرس الخيول في أوسترليتز إلى ريبنين

## أعضاء شهيرون

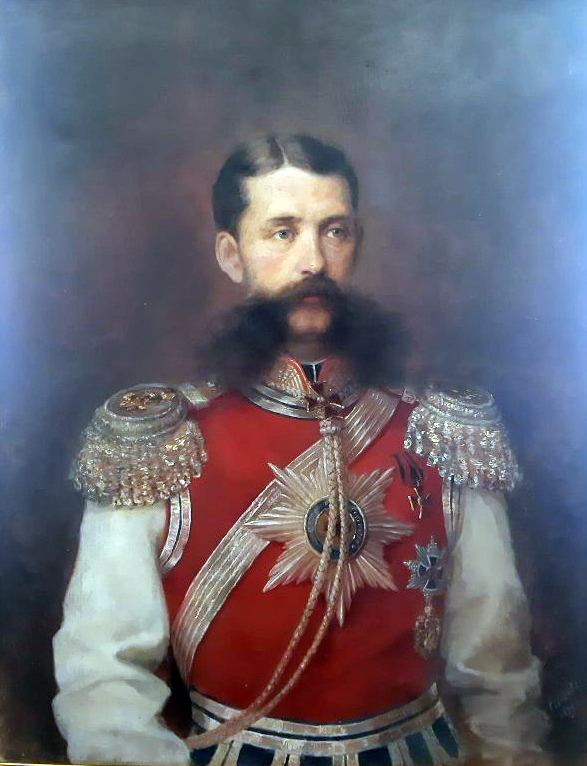
نيكولا شيبوف

- نيكولا شيبوف نيكولايفيتش (1848-1911)

## أخرى
كان للحراس ثكناتهم في سان بطرسبرج وشارع خاص بهم.
ابتداء من 1826، أصبح نشيدهم هو السيدة البيضاء ل فرانسوا أدريان (بمعنى السلاح الأبيض في القاموس العسكري الروسي).

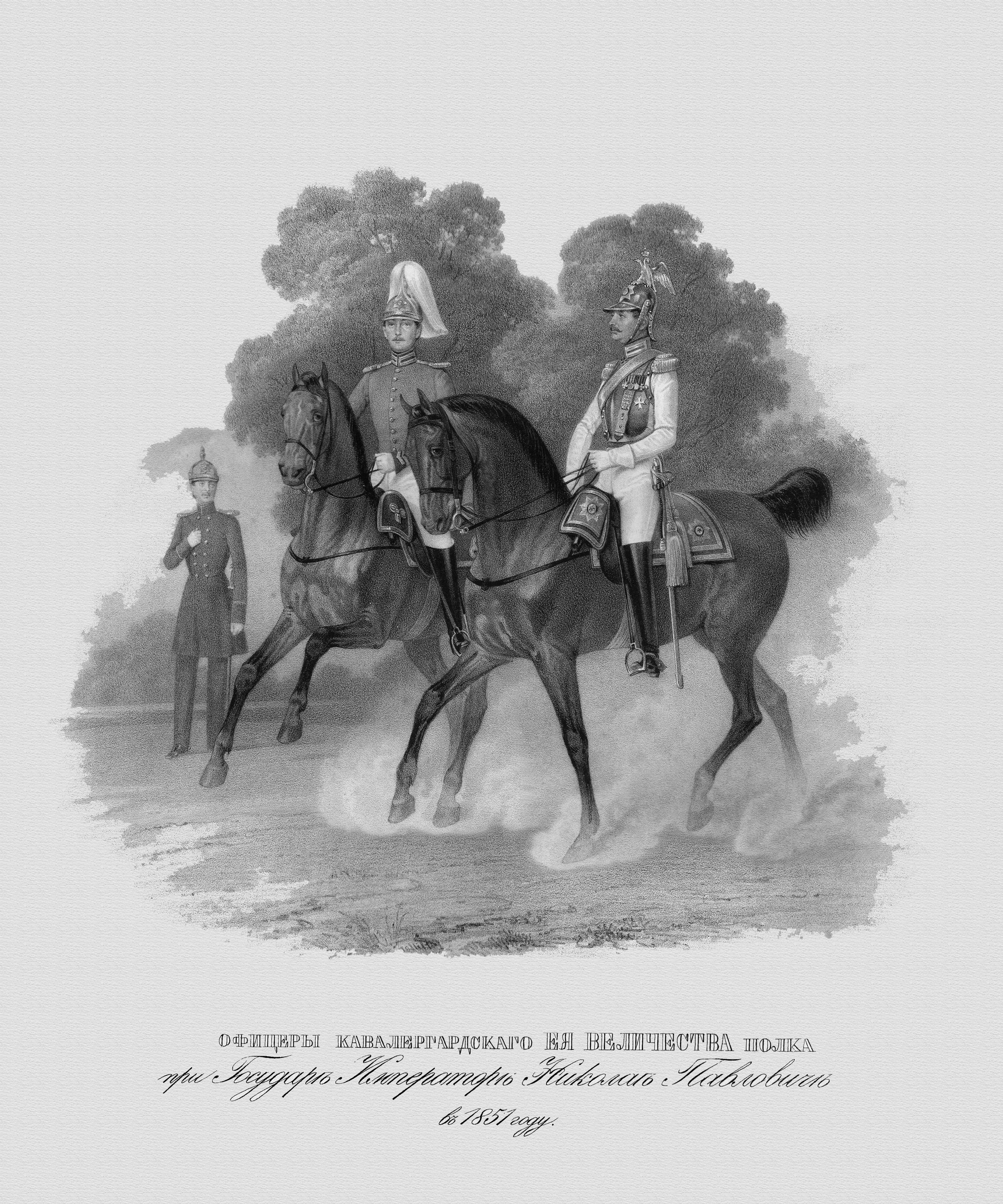
الوي الموحد للضباط في عام 1851 (طبع).

### خصائص الفوج
يجب أن يكون المتقدمون ذوي قامة طويلة، اشقروا الشعر وبدون لحية، ولهم عيون زرقاء.
لون معطف الخيول يتوقف على السرب التي ينتمون إليها :
- السرب 1: اللباس فاتح؛
- السرب 2 لون اللباس غامق أكثر مع بقع ؛
- السرب 3 خليج اللباس غامق أكثر دون بقع ؛
- السرب 4: اللباس اسود ؛
- إطارات الابواق كان لونها رماديا.

### جوائز الفوج

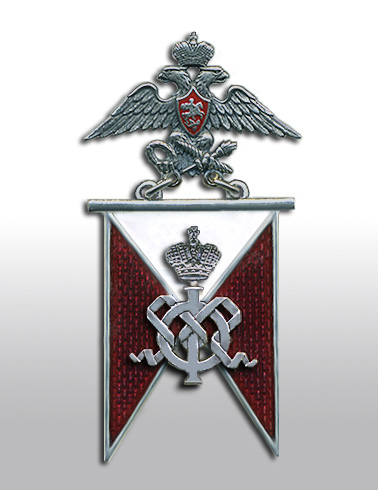
شعار الفوج

- علم: علم القديس جرجس مع لافتات اليوبيل أندراوس مع نقش : "للحصول على تمييز من اجل دحر وطرد العدو من روسيا في عام 1812. هذا التمييز منحت في معركة بورودينو.

بالإضافة إلى ارتداء عصابات التواريخ 1799 -- 1899.